# エージェント:ライアン
『エージェント:ライアン』（原題: Jack Ryan: Shadow Recruit）は、トム・クランシーが創造したキャラクターであるジャック・ライアンを主人公としたケネス・ブラナー監督による2014年のアメリカ合衆国のアクション・スリラー映画。
本作はジャック・ライアンの映画作品としては5作目である。本作は「ジャック・ライアン」シリーズをリブートした作品。これまでの映画とは違ってクランシーの特定の小説を原作としておらず、ホセイン・アミニによるコンセプトを基にしたオリジナルストーリーとなっている。ライアンを演じるのはクリス・パインであり、アレック・ボールドウィン、ハリソン・フォード、ベン・アフレックに続いて4代目となる。
日本公開版は池上彰が字幕監修を担当した。

## あらすじ
アメリカ同時多発テロ事件の後、ロンドン・スクール・オブ・エコノミクスに在学していたジャック・ライアンはアメリカ海兵隊に入隊し、アフガニスタンで戦うが、ヘリコプターが撃墜されて脊椎を損傷する。療養中に、ライアンは医学生キャシー・ミュラーと親しくなり、自分をリクルートしようとするCIAのトマス・ハーパーに会う。
10年後、ライアンは表向きウォール街の会社で働きながら、密かにCIAのためにテロリストの資金の流れを追い、キャシーを婚約者としている。ロシアが国連の投票で敗北した時、ライアンは不自然なドル相場の動きに気付く。ロシアの億万長者のヴィクトル・チェレヴィンが運営する組織の口座にアクセスできないことを知る。
ライアンの会社がチェレヴィンと取引をしていたため、ライアンは監査のためにモスクワに行く。モスクワに着いた途端、ライアンはボディガードを装う暗殺者に命を狙われる。ライアンはSOSを送り、バックアップがハーパーであることに驚く。ライアンは、チェレヴィンが密かにドルの価値を吊りあげており、テロの直後に大量の米国債を売って市場の暴落とアメリカ経済の崩壊を計画していると説明する。脱出せずに調査を継続するようハーパーは求める。
翌日ライアンはチェレヴィンと面会するが、監査対象の会社は既に売却したと言われる。一方、キャシーは浮気を疑ってモスクワにやって来る。規則に反してライアンは自分がCIAのために働いているとキャシーに教える。ライアンはキャシーを伴い、レストランでチェレヴィンに会う。ライアンは酔ったふりをしてキャシーを侮辱し、席を立ってチェレヴィンのオフィスに忍び込み機密情報を盗む。翌朝にテロを起こし、大量の売り注文で市場の暴落が計画されていることを知る。チェレヴィンはキャシーを誘拐させるが、ライアンが救い出す。
ライアンは、チェレヴィンが息子アレクサンドルを密かに合衆国に潜入させていた事を知る。合衆国に戻る飛行機の中で、ライアンはアレクサンドルの潜伏場所とウォール街が攻撃対象であることを突き止める。ライアンは、アレクサンドルの乗る偽の警察車両を見つけてウォール街の地下に追いつめ、車両に搭載された大量の爆弾に気付く。ライアンは車を川に落下させ、爆発直前に飛び降りてアレクサンドルは死ぬ。チェレヴィンは陰謀仲間に処刑され、ライアンとハーパーはホワイトハウスに呼ばれて大統領に説明する。

## 登場人物
ジャック・ライアン
元海兵隊のCIAアナリスト。表向きは投資銀行のコンプライアンス担当。
キャシー・ミューラー
ジャックの婚約者。医師。
トーマス・ハーパー
ジャックのCIAでの上司。ジャックを見出した。
ヴィクトル・チェレヴィン
ロシアの大実業家。
アレクサンドル・ボロフスキー
アメリカに潜伏しているロシアの工作員。
ディミトリ・レムコフ
チェレヴィンの警備主任。
エンビー・デン
チェレヴィンのボディガード。空港でジャックを迎える。
ロブ・ベリンジャー
ジャックの投資銀行での上司。
エイミー・チャン
CIAの女性エージェント。
ディクソン・ルイス
アメリカの外交官。

## キャスト
| 役名                         | 俳優                                      | 日本語吹替 |
| ---------------------------- | ----------------------------------------- | --- |
| ジャック・ライアン           | クリス・パイン                            | 阪口周平 |
| キャシー・ミューラー         | キーラ・ナイトレイ                        | 渋谷はるか |
| トーマス・ハーパー           | ケビン・コスナー                          | 中村秀利 |
| ヴィクトル・チェレヴィン     | ケネス・ブラナー                          | 高瀬右光 |
| コンスタンティン             | レン・クドリアヴィツキ                    | |
| アレクサンドル・ボロフスキー | アレック・ウトゴフ                        | |
| ディミトリ・レムコフ         | ペーター・アンデション                    | |
| カーチャ                     | エレーナ・ヴェリカノヴァ                  | |
| エンビー・デン               | ノンソー・アノジー                        | |
| ロブ・ベリンジャー           | コルム・フィオール                        | 仲野裕 |
| エイミー・チャン             | ジェンマ・チャン                          | 岡寛恵 |
| FBI捜査長官                  | カレン・デヴィッド                        | |
| ディクソン・ルイス           | デヴィッド・ペイマー                      | 仲野裕 |
| ソローキン内務大臣           | ミハイル・バリシニコフ （クレジットなし） | 原語流用 |
| その他                       | N/A                                       | 土井真理 宮﨑聡 あべそういち 野口雄介 高橋賢史 鈴木幸二 唐沢龍之介 丸田光 増岡裕子 佐瀬弘幸 永川友里 吉柳太士郎 北村謙次 佐久間元輝 鈴木雄二 最所美咲 梶雅人 松島昭浩 古屋家臣 |
| 日本語版制作スタッフ         |                                           | |
| 演出                         | 演出                                      | 向山宏志 |
| 翻訳                         | 翻訳                                      | 樋口武志（字幕） 平田百合子（吹替） |
| 調整                         | 調整                                      | オムニバス・ジャパン |
| 制作                         | 制作                                      | 東北新社 |

## 製作

### 企画
2002年に『トータル・フィアーズ』が商業的に成功した後、シリーズの継続が検討されたが、実現には至らなかった。2008年にサム・ライミが映画『ジャック・ライアン』シリーズを復活させるために参加したが、後に彼は映画『スパイダーマン』シリーズに集中するために降板した。
2009年10月、パラマウント映画と共同出資のスカイダンス・プロダクションズはオリジナルの映画シリーズからリブートしたジャック・ライアン役としてクリス・パインと交渉していることを発表した。同時にプロデューサーのロレンツォ・ディ・ボナヴェンチュラとメイス・ニューフェルドはホセイン・アミニが草案を書いたオリジナル・コンセプトに基づいて企画を進めた。2010年8月、アダム・コーザッドの脚本『Moscow』（仮題）を基としたリブート映画をジャック・ベンダーが監督することが発表された。翌月、アンソニー・ペッカムが脚本書き直しのために雇われ、その後更に1994年の『今そこにある危機』も執筆したスティーヴン・ザイリアンも雇われた。しかしながらザイリアンは数週間後に撤回し、さらにパラマウントはパインが『スター・トレック イントゥ・ダークネス』でジェームズ・T・カークを演じるために本作は一時保留された。この間にデヴィッド・コープが書き直しのために雇われ、2012年下半期の撮影開始が目標とされた。
2012年3月にベンダーがスケジュールの都合により降板するとさらに延期された。パラマウントとスカイダンズはパインが2012年9月に『イントゥ・ダークネス』を終えた直後から撮影を始められるように、すぐにベンダーの代わりにケネス・ブラナーを雇った。

### プリプロダクション
プリプロダクションはバッキンガムシャーのパインウッド・スタジオ外のオーガスト・ストリート・フィルムズ・リミテッドで行われた。監督が決まった数ヶ月後、ケネス・ブラナーは悪役として出演する契約も交わした。
2012年8月初頭、女主人公役としてキーラ・ナイトレイ、フェリシティ・ジョーンズ、エヴァンジェリン・リリーが考慮され、またケイト・ベッキンセイルとジェシカ・ビールにも持ちかけられたが拒否された。その報道から数日後、『ハリウッド・リポーター』はナイトレイに決定したことが発表された。同月はケビン・コスナーは本作及び『容赦なく』にトマス・ハーパー役で出演する契約を交わした。

### 撮影
2012年8月末にマンハッタンで撮影中の画像が報じられたが。パラマウントとスカイダンスは2012年9月18日までに主要撮影の開始を公式に発表しなかった。この時点で既にニューヨークでの撮影は完了しており、モスクワのダブルとしてリヴァプール・シティ・センターでの撮影が行われていた。
2013年8月にニューヨークで再撮影が行われた。

### 音楽
映画音楽はブラナー監督作の常連参加者であるパトリック・ドイルが作曲する。ドイルは本作の作曲にいつもより時間がかかり、7ヶ月を費やした。

## 公開

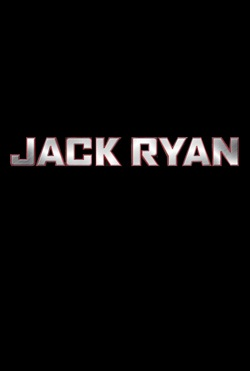
黒地に銀色で「JACK RYAN」とだけ書かれたティーザーポスター

2013年8月、パラマウントは『Jack Ryan: Shadow One』と題した予告編をテスト観客に向けて公開した。公開予定日は当初は2013年12月25日であったが、2013年10月24日に2014年1月17日への変更が発表された。トム・クランシーが亡くなった翌日の2013年10月2日、『Jack Ryan: Shadow Recruit』という題を冠したポスターが公開された。その翌日の10月3日には最初の予告編が公開された。

## 評価
本作への評価は賛否両論となっている。映画批評サイトRotten Tomatoesには2014年1月15日現在、10件のレビューがあり、批評家支持率は50％、平均点は10点満点中6.1点となっている。
Newark Star-Ledgerのステファン・ウィティーは肯定派で4つ星中2つ星半を与え、「新しい映画シリーズの幕開けと興行的成功が確実といえる作品」と評した。
一方、Time Out New Yorkのジョシュア・ロストフは否定派で、5つ星中3つを与え、「クリス・パインの演技は本作の世界観にあっておらず、初登場シーンに至っては怒った子犬みたいだ」と評した。